# Langres (Käse)

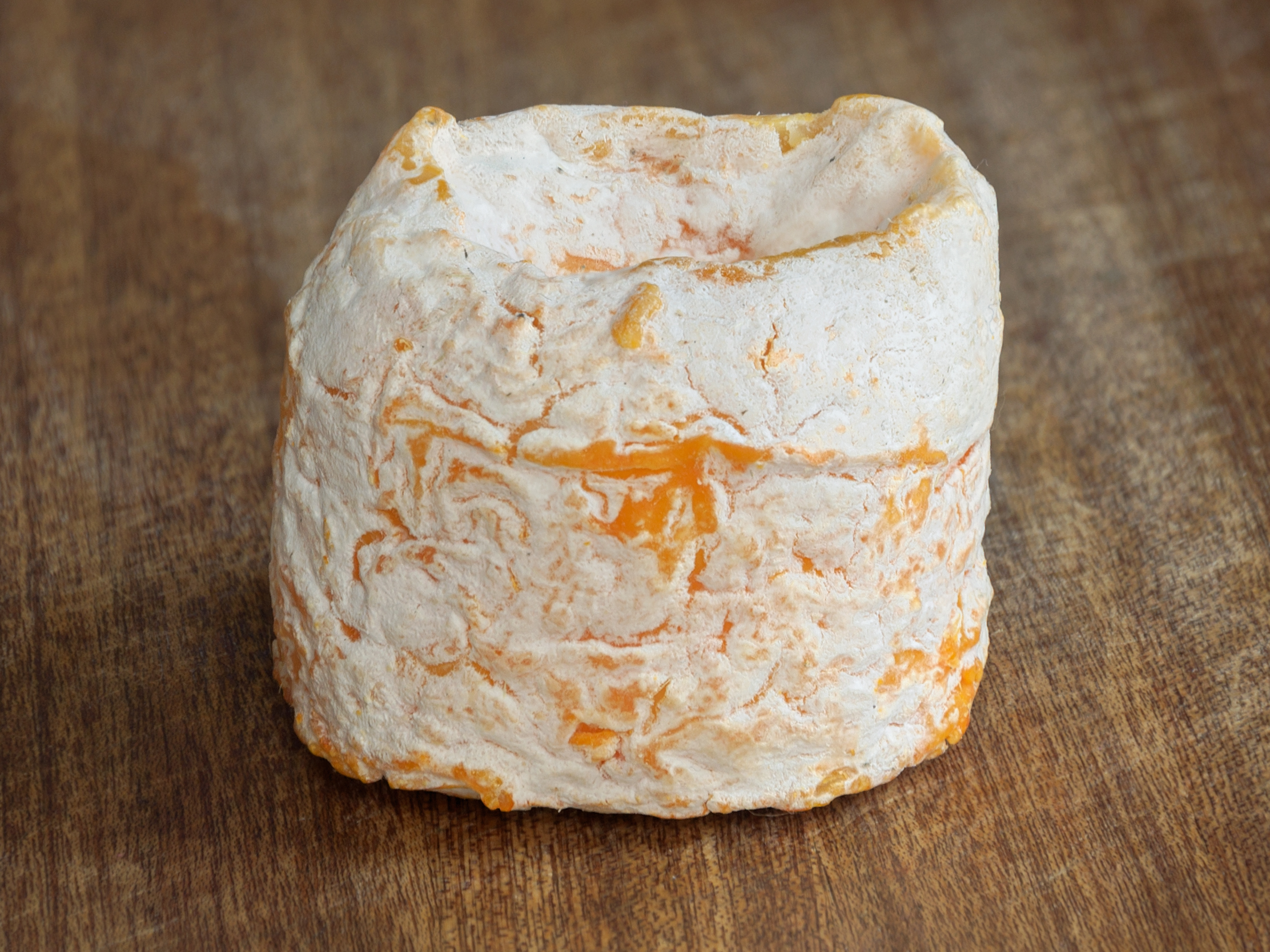
Der Langres, in Gänze

Langres ist ein französischer Weichkäse aus Kuhmilch mit Rotkultur aus dem  Plateau von Langres. Seit 1991 sind Qualität sowie Herstellungsverfahren und Produktionsregion durch die Appellation d’Origine Contrôlée festgelegt. Er besitzt einen intensiven würzigen Geruch und Geschmack, ist aber etwas milder als der ähnlich hergestellte Époisses.

## Geschichte
Hinweise aus die Herstellung von Langres finden sich in der Region seit dem Mittelalter.
In einem Fachbuch über Molkereitechnik wird der Käse 1874 erstmals erwähnt.
Zunächst verkauften die Bauern den noch unreifen Käse aus eigener Herstellung an Händler in der Stadt Langres. Mit steigender Beliebtheit weitete sich die Verbreitung durch die beginnende Industrialisierung und das Aufkommen von Großhändlern, die direkt beim Hersteller einkaufen, bis zum Ausbruch des Ersten Weltkriegs immer weiter aus, bis nach Paris und Genf. Danach kommt die Produktion von Langres durch eine Verlagerung der Käsereisortimente auf andere Sorten weitgehend zum Erliegen.
1950 fingen einige Bauern wieder an, Langres in größerem Maßstab herzustellen, schlossen sich zusammen und gründeten 1981 das Syndicat Interprofessionnel du fromage de Langres. Diese Interessengemeinschaft erreichte 1991 den AOC-Status für den Käse. Seit 1996 ist Langres auch in Europa eine geschützte Ursprungsbezeichnung.
2014 produzierten drei Käsereien mit der Milch von 19 Höfen 552
Tonnen Langres, 100 Tonnen davon gingen in den Export. 2023 wurden 614 Tonnen produziert, davon 88 fermier. Etwa 1870 beschäftigten Milchbauern und Käsereien 2000 Menschen, die jährlich 941 Tonnen Käse herstellten, es wurde damals also fast doppelt so viel produziert wie beinahe 150 Jahre später.

## Herstellung
Die mit Lab versetzte Milch wird in Tonformen gegossen, aus denen die Molke abtropfen kann. Dann wird der Jungkäse auf Gittern getrocknet.
Nach den AOC-Regeln ist das Herstellungsgebiet auf namentlich aufgezählte Gemeinden in den Départements Côte-d’Or, Haute-Marne und Vosges beschränkt.
Die Milch muss zu mindestens zur Hälfte von Kühen der regionalen Rassen Brune, Montbéliarde und Simmental Française stammen, für deren Ernährung Futter von überwiegend regionalem Ursprung vorgeschrieben ist.
Langres muss eine zylindrische Form aufweisen und eine dieser drei Größen haben, die Durchmesserangaben beziehen sich auf die Formen, in denen der Käse hergestellt wird:
- Großformat: Durchmesser 16–20 cm mit einem Gewicht zwischen 800 und 1300 Gramm und einer Mindestreifedauer von 21 Tagen
- Mittleres Format: Durchmesser 9–10 cm mit einem Gewicht zwischen 280 und 350 Gramm und einer Mindestreifedauer von 18 Tagen
- Kleinformat: Durchmesser 7–8 cm mit einem Gewicht zwischen 150 und 250 Gramm und einer Mindestreifedauer von 15 Tagen

Die natürliche Rotkultur-Rinde ist essbar. Die Verwendung des natürlichen Farbstoffes Annatto in der zur Waschung verwendeten Salzlake ist zulässig. Während der Reifezeit wird der Käse nicht gewendet, was zu einer Vertiefung der Oberfläche zur Mitte hin führt. In diese Vertiefung wird gerne Marc de Bourgogne gegossen, der allmählich in den Käse einsickert. Der Mindestfettgehalt in Trockenmasse muss mindestens 50 Prozent betragen.

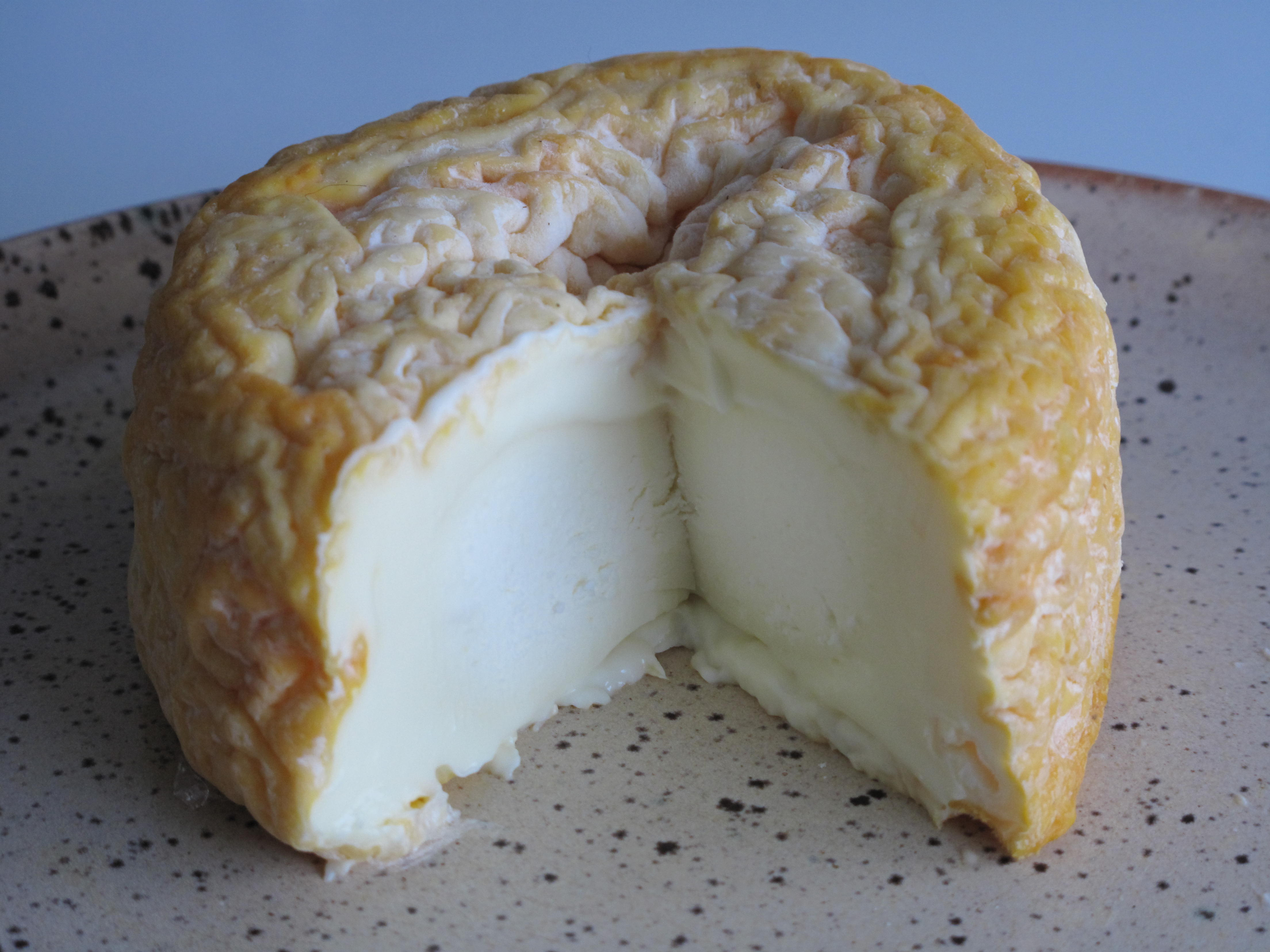
Der Langres, im angeviertelten Zustand